# Taproot (Michael Hedges)
Taproot è un album di Michael Hedges, pubblicato dalla Windham Hill Records nel 1990. Il disco fu registrato al The Speech & Hearing Clinic di Mendocino, California, I Carry Your Heart registrato al Records Plant di Los Angeles, California (Stati Uniti).

## Tracce
Testi e musiche di Michael Hedges tranne dove indicato
1. The Naked Stalk – 1:43
2. The Jealous Tunnel/About Face – 4:20
3. The Jade Stalk – 3:55
4. Nomad Land – 1:54
5. Point A – 1:33
6. Chava's Song – 3:14
7. Ritual Dance – 2:17
8. Scenes (On the Road to Shrub 2) – 4:23
9. The First Cutting – 3:02
10. Point B – 1:57
11. Song of the Spirit Farmer – 4:45
12. The Rootwitch – 2:29
13. I Carry Your Heart – 4:55 (Edward Estlin Cummings, Michael Hedges)

## Musicisti
Brano 1
- Michael Hedges - chitarra

Brano 2
- Michael Hedges - chitarra, whistle
- Bryan Lanser - percussioni (snare drum, bass drum, cymbal)

Brano 3
- Michael Hedges - chitarra, sintetizzatore, basso
- Mike Moore - clarinetto

Brano 4
- Michael Hedges - chitarra
- Mike Moore - sassofono, clarinetto basso, clarinetto

Brano 5
- Michael Hedges - chitarra (transtrem)

Brano 6
- Michael Hedges - chitarra harp, pianoforte

Brano 7
- Michael Hedges - chitarra (savage myth)

Brano 8
- Michael Hedges - chitarra, whistle, batteria elettronica (programming)
- Mike Moore - sassofono

Brano 9
- Michael Hedges - chitarra, basso, whistle, batteria, sintetizzatore
- Bryan Lanser - percussioni (snare drum)

Brano 10
- Michael Hedges - chitarra (transtrem)

Brano 11
- Michael Hedges - flauto, effetti sonori, arrangiamenti
- E.J. Ulrich - arrangiamenti

Brano 12
- Michael Hedges - chitarra (savage myth)

Brano 13
- Michael Hedges - chitarra, voce
- Michael Manring - basso
- David Crosby - armonie vocali, accompagnamento vocale
- Graham Nash - armonie vocali, accompagnamento vocale